# UC-73号潜艇
陛下之UC-73号艇是德意志帝国海军于第一次世界大战期间建造的其中一艘UC-II型近岸布雷潜艇或称U艇。它由汉堡的布洛姆与福斯船厂承建，于1916年8月26日新船下水，至同年12月24日交付使用。其全长50.35米，水面及水下排水量分别为427吨和508吨，艇载武器则包括三具鱼雷发射管、六具水雷滑射槽以及一门88毫米口径甲板炮。UC-73号入役后曾被部署至驻普拉的地中海区舰队，并参与了地中海潜艇战。通过其十次巡逻，共直接或间接击沉16艘协约国和中立国舰船，容积总吨累计为16,565吨。战后，根据对德停战协定的要求，该艇于1919年1月16日被引渡至英国哈维奇正式投降，至1919－1920年间在布莱顿渡口拆解报废。

## 设计
1915年秋天，由于中立国美国的干预，U艇战几乎陷入停顿，导致德国广泛开展《国际法》所允许的水雷战，从而使布雷潜艇的需求量相应增加。德意志帝国海军潜艇监察局（Inspektion des U-Bootwesens）的开发部门留意到了这一点，遂以UB-II型为基础，按照兼顾布雷效率和生产速度的要求，以41号工程的名义设计了UC-II型潜艇。为了弥补前型UC-I型的缺陷，UC-II型艇不仅更大，而且采用双轴推进系统。然而，与前型最主要的区别在于，UC-II型艇重新运用了双壳体结构。但它并非纯粹的双体潜艇，而是一种中间过渡型；因为外层没有封闭耐压壳体，而是作为鞍形水柜附在上方。
UC-73号是64艘UC-II型方案的其中一艘。这个亚型的艇体结构与UB-II型类似，但体积更大，全长为50.35米，并有3.64米的吃水深度；由于不再考虑铁路运输的装载限界，舷宽也得以增至5.22米。其水上和水下排水量分别为427吨和508吨。艇只采用两台猛狮六缸四冲程600匹公制馬力（440千瓦特）柴油机用于水面运行，以及两台620匹公制馬力（460千瓦特）的西门子-舒克特电动发电机用于水下航行；水面最高航速12節（22每小時），水下7.4節（13.7每小時）；能够在水面以7節（13每小時）航速续航10,420海里（19,300），或以4節（7.4每小時）连续在水下航行52海里（96）而无需充电。其潜没需时约为30秒，能够在50米的深度下运作。
作为布雷潜艇，UC-73号改将六具布雷滑射槽安装在艇体前部，每具储存井内的水雷数量增至3枚，即合共18枚UC200型水雷。布雷时只需将存储井底部的盖板打开，水雷便可凭借自身重量滑入水中。随着滑射槽长度增加，艇体艏楼的上层建筑被抬高，上层建筑与司令塔之间的凹陷处布置了一门88毫米30倍径速射炮作为甲板炮。但由于位置相对较低，火炮甲板在恶劣海况下很容易被涌浪淹没。此外，UC-73号还装备有三具500毫米鱼雷发射管，这极大提升了潜艇的攻击能力。其中艇艏两具外置在两侧、艇艉一具则为内置式，并可搭载合共7枚G6型鱼雷。其标准船员编制为3名军官及23名水兵。

## 历史
1916年1月12日，在海军元帅阿尔弗雷德·冯·提尔皮茨的倡议下，国家海军办公室分别向五家德国造船厂发包第三批次的UC-II型潜艇。UC-73号因此成为汉堡布洛姆与福斯船厂承建的该批次九号艇暨最后一艘，建造编号为289。它于1916年8月26日新船下水，至同年12月24日在前UB-30号艇长、海军上尉库尔特·沙普勒的指挥下交付使用，随即展开海试。在沙普勒之后，瓦尔特·维德曼中尉（1917年11月27日－1918年5月29日）、奥托·格克中尉（1918年5月20日－7月14日）和弗朗茨·哈根中尉（1918年7月15日－12月2日）也曾担任UC-73号的指挥官。完成海试后，该艇于1917年4月19日从基尔启程，经由费马恩湾和爱尔兰岛以西的大西洋绕行前往地中海。继沿途击沉两艘渔船和三艘轮船后，该艇穿越直布罗陀海峡，于6月6日抵达奥匈帝国军港卡塔罗，并加入驻当地的普拉区舰队（后改称地中海区舰队）。
在地中海服役期间，UC-73号参与了地中海潜艇战，并运送军事人员和物资前往的黎波里塔尼亚的米苏拉塔，以援助在当地作战的土耳其军队。通过十次布雷及破交战巡逻，该艇合共击沉协约国或中立国的16艘商船，容积总吨累计为16,565吨。其中，体积最大的受害者是注册吨位为3,837吨的英国轮船罗斯班克号（Rosebank），它于1917年5月31日从塞得港前往马耳他的途中，在距班加西以北约120海里（220）处遭沙普勒发射鱼雷击沉，导致2人罹难、船长被俘。而容积总吨为5,796吨的圣若瑟号（Saint Joseph）尽管显著更大，但它于同年8月28日在西西里海峡东南部遭UC-73号的鱼雷袭击后仅仅受损，并未沉没。
1918年10月，随着奥匈帝国解体并退出战争，地中海区舰队的所有适航潜艇都必须突破封锁遣回德国，以免落入敌手。在10月17日的最后一次任务中，UC-73号负责撤离与土耳其军队在北非进行军事联络的德国远征军。该艇于11月2日从米苏拉塔出发前往德国，11月13日通过直布罗陀，至12月2日才抵达基尔，彼时战争已结束。根据对德停战协定的要求，UC-73号于1919年1月16日被引渡至英国哈维奇正式向协约国投降。它于同年3月3日运抵布莱顿渡口拆解报废，发动机则由英国海军部作价4,000英镑售予T·W·沃德公司。

## 袭击历史摘要
| 日期           | 船名                   | 船籍       | 吨位  | 结局 |
| -------------- | ---------------------- | ---------- | ----- | ---- |
| 1917年5月1日   | 因伯霍恩号             | 芬兰       | 2,042 | 击沉 |
| 1917年5月3日   | 默兹利号               | 法國       | 1,568 | 击沉 |
| 1917年5月3日   | 米苏拉塔号             | 義大利王國 | 2,691 | 击沉 |
| 1917年5月26日  | 阿格拉加斯号           | 義大利王國 | 850   | 击沉 |
| 1917年5月31日  | 罗斯班克号             | 英国       | 3,837 | 击沉 |
| 1917年8月28日  | 圣若瑟号               | 法國       | 5,796 | 击伤 |
| 1917年10月7日  | 乔治斯号               | 希腊       | 560   | 击沉 |
| 1917年10月14日 | 利多·G号               | 義大利王國 | 1,003 | 击沉 |
| 1917年12月28日 | 道诺号                 | 義大利王國 | 455   | 击沉 |
| 1918年3月29日  | 未具名渔船（七艘之一） | 希腊       | 18    | 击沉 |
| 1918年3月29日  | 未具名渔船（七艘之二） | 希腊       | 18    | 击沉 |
| 1918年3月29日  | 未具名渔船（七艘之三） | 希腊       | 18    | 击沉 |
| 1918年3月29日  | 未具名渔船（七艘之四） | 希腊       | 18    | 击沉 |
| 1918年3月29日  | 未具名渔船（七艘之五） | 希腊       | 5     | 击沉 |
| 1918年3月29日  | 未具名渔船（七艘之六） | 希腊       | 5     | 击沉 |
| 1918年3月29日  | 未具名渔船（七艘之七） | 希腊       | 5     | 击沉 |
| 1918年7月8日   | 奥尔塔号               | 葡萄牙     | 3,472 | 击沉 |

## 脚注
1. 1 2 3  Helgason, Guðmundur. . German and Austrian U-boats of World War I - Kaiserliche Marine - Uboat.net.   [2009-02-23].
2. ↑  Tarrant，第173頁.
3. 1 2 3  Gröner 1991，第31-32頁.
4. 1 2  Helgason, Guðmundur. . German and Austrian U-boats of World War I - Kaiserliche Marine - Uboat.net.   [2015-03-04].
5. ↑  Helgason, Guðmundur. . German and Austrian U-boats of World War I - Kaiserliche Marine - Uboat.net.   [2015-03-04].
6. ↑  Helgason, Guðmundur. . German and Austrian U-boats of World War I - Kaiserliche Marine - Uboat.net.   [2015-03-04].
7. ↑  Helgason, Guðmundur. . German and Austrian U-boats of World War I - Kaiserliche Marine - Uboat.net.   [2015-03-04].
8. ↑  陈进，第48頁.
9. ↑  . Navypedia.   [2022-09-16]. （原始内容存档于2023-01-20）.
10. ↑  陈进，第46頁.
11. 1 2 3  NARS，第128頁.
12. 1 2  Helgason, Guðmundur. . German and Austrian U-boats of World War I - Kaiserliche Marine - Uboat.net.   [2015-03-04].
13. ↑  Helgason, Guðmundur. . German and Austrian U-boats of World War I - Kaiserliche Marine - Uboat.net.   [2023-02-24].
14. ↑  Helgason, Guðmundur. . German and Austrian U-boats of World War I - Kaiserliche Marine - Uboat.net.   [2023-02-24].
15. ↑  Dodson & Cant，第131頁.